# Ejército Popular de Mongolia
El Ejército del Pueblo Mongol (Mongol: Монголын Ардын Арми, EPM), también conocido como el Ejército Revolucionario del Pueblo Mongol (Mongol  : Монгол Ардын Хувьсгалт Цэрэг) o el Ejército Rojo Mongol (Mongol: Монгол Улаан армийн) era una institución del Partido Revolucionario del Pueblo de Mongolia constituyendo las fuerzas armadas de la República Popular de Mongolia. Se estableció el 18 de marzo de 1921 como un ejército secundario bajo el mando de la Unión Soviética y el Ejército Rojo durante la década de 1920 y durante la Segunda Guerra Mundial.  En 1992, la estructura del ejército cambió y luego se reorganizó y se renombró como las Fuerzas Armadas de Mongolia.

Emblema del Ejército Popular de Mongolia

## Historia

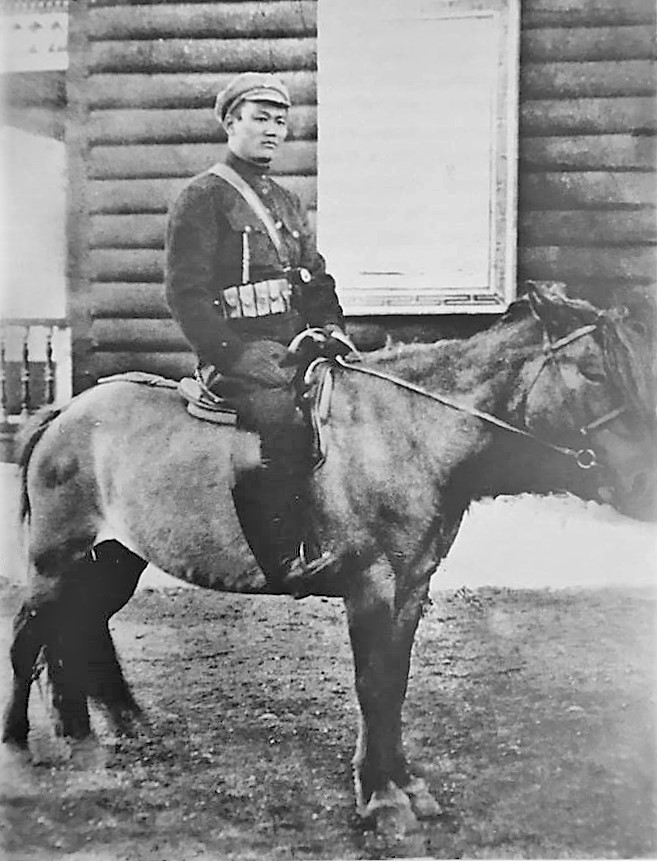
Sükhbaatar es uno de los principales fundadores del Ejército del Pueblo Mongol.

### Creación del ejército
Una de las primeras acciones de las nuevas autoridades del Partido Revolucionario del Pueblo Mongol fue la creación de un ejército comunista nativo en 1921 bajo el liderazgo del hábil comandante de caballería Damdin Sükhbaatar para luchar contra las tropas del Movimiento blanco y las Fuerzas chinas. La decisión de crear un ejército se tomó el 9 de febrero de 1921.
El 13 de marzo de 1921, se formaron cuatro regimientos de caballería a partir de destacamentos partisanos. El EPM fue ayudado por el Ejército Rojo de la Rusia Soviética, que ayudó a asegurar la República Popular de Mongolia y permaneció en su territorio hasta al menos 1925. Poco después se formó un Consejo Militar entre los líderes militares, mientras que el Estado Mayor de las Fuerzas Armadas de Mongolia estaba dirigido por especialistas soviéticos.
En septiembre de 1923, en las afueras de Urga se abrió la primera escuela de caballería y una de artillería, y un año después se inicia la publicación del periódico del ejército. El 16 de octubre de 1925, Mongolia adoptó una ley sobre el reclutamiento universal y, en 1926, comenzó la creación de destacamentos temporales de la milicia popular.

### Segunda Guerra Mundial
Inicialmente, durante las revueltas nativas de principios de la década de 1930 y las investigaciones fronterizas del Imperio Japonés que comenzaron a mediados de la década de 1930, las tropas del Ejército Rojo Soviético en Mongolia ascendieron a poco más que instructores para el ejército nativo y como guardias para diplomáticos e  instalaciones comerciales y a nivel nacional, participó en la represión del levantamiento armado de 1932. También participó en muchos conflictos fronterizos contra el Manchukuo y el Ejército de Kwantung (una de las partes más grandes del Ejército Imperial Japonés) y el Ejército Nacional Revolucionario chino. El Ejército Imperial Japonés registró 152 incidentes menores en la frontera de Manchuria entre 1932 y 1934. El número de incidentes aumentó a más de 150 por año en 1935 y 1936, y la escala de incidentes se hizo mayor.
En enero de 1935, la primera batalla armada, conocida como el Incidente de Halhamiao (哈爾哈廟事件 Haruhabyō jiken?) ocurrió en la frontera entre Mongolia y Manchukuo. Decenas de unidades de caballería mongolas se enfrentaron a una unidad de patrulla del Ejército de Manchukuo cerca del templo budista de Halhamiao. El ejército de Manchukuo incurrió en bajas leves, incluido un asesor militar japonés.
Entre diciembre de 1935 y marzo de 1936, el Incidente de Orahodoga (オラホドガ事件 Orahodoga jiken?)(ja) y el Incidente de Tauran (タウラン事件 Tauran jiken?) (ja) 
ocurrió. En estas batallas, tanto el ejército japonés como el mongol utilizan una pequeña cantidad de vehículos de combate blindados y aviones militares.
En la Batalla de Nomonhan de 1939, fuerzas fuertemente armadas del Ejército Rojo al mando de Georgui Zhukov asistidas por tropas mongolas al mando de Horloogiyn Choybalsan derrotaron decisivamente al Ejército Imperial Japonés bajo Michitarō Komatsubara. Durante una reunión con Iósif Stalin en Moscú a principios de 1944, Choibalsan solicitó asistencia militar al EPM para la protección de fronteras. Las unidades del Ejército Popular de Mongolia también fueron apoyadas y aliada con el Ejército Rojo soviético en el flanco occidental de la invasión soviética de Manchuria en 1945.

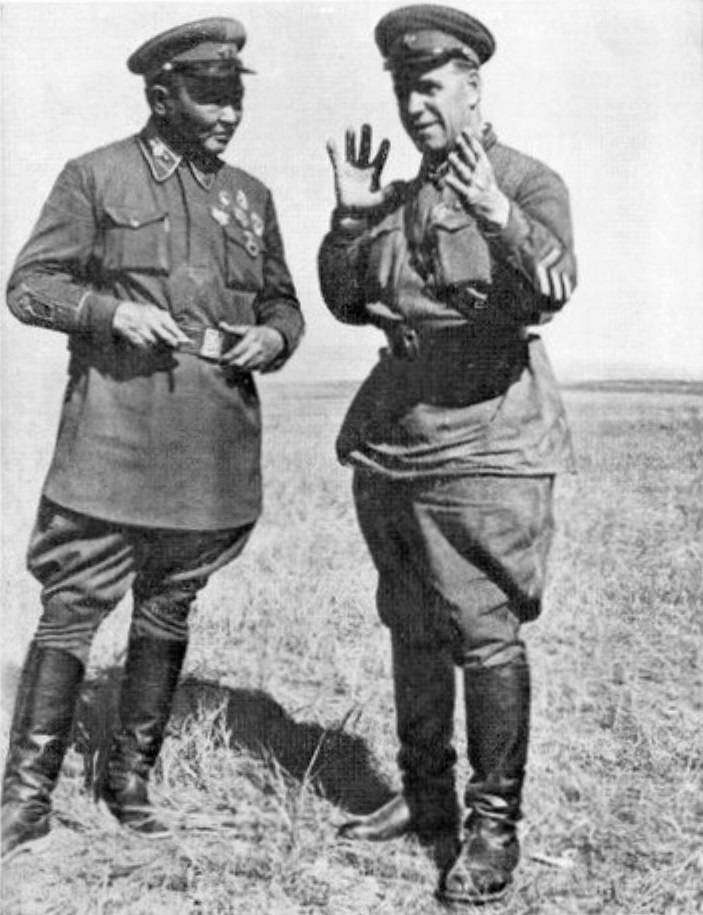
Georgui Zhukov y Horloogiyn Choybalsan (izquierda) consultan durante la Batalla de Khalkhin Gol.

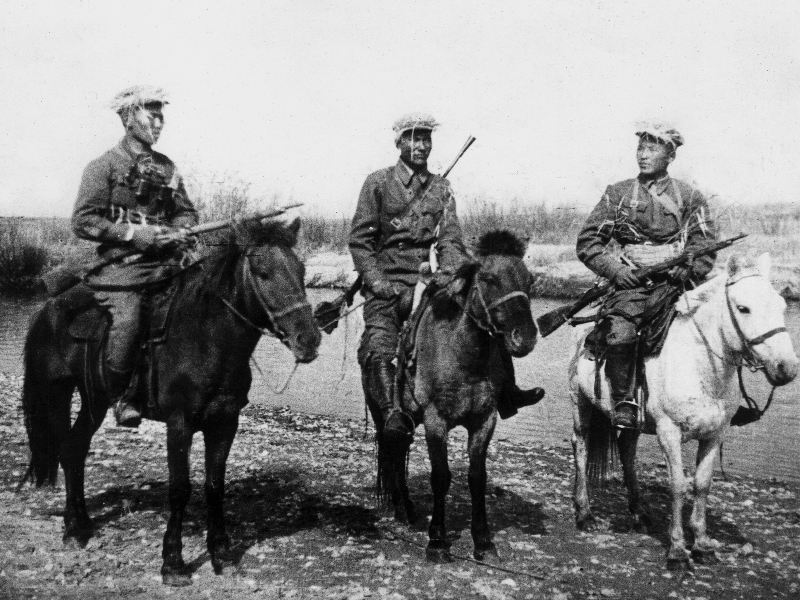
Caballería mongola en Khalkhin Gol (1939).

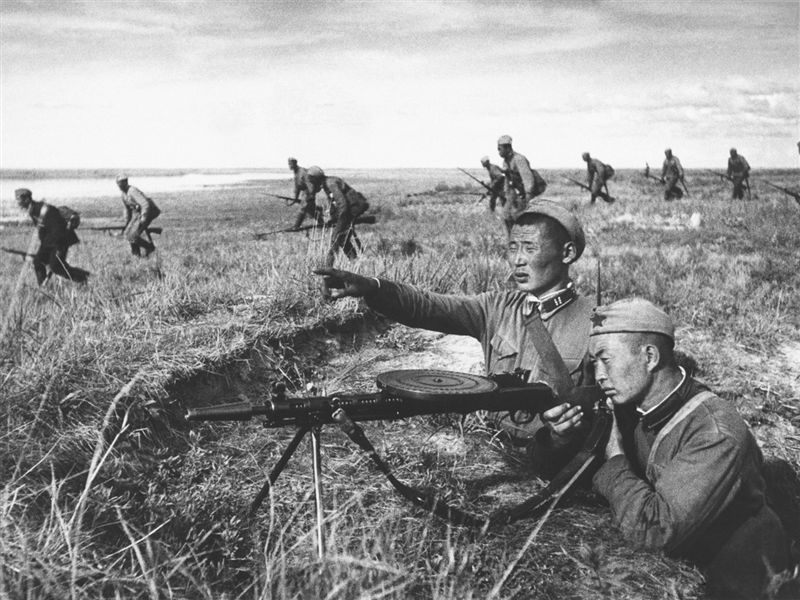
Las tropas mongolas se defienden de un contraataque japonés en la playa occidental del río Khalkhin Gol en 1939.

### Guerra fría
Durante el incidente de Pei-ta-shan, el Kuomintang envió a la élite Qinghai una caballería musulmana china para destruir las posiciones mongolas y rusas en 1947. El propósito militar de Mongolia era la defensa nacional, la protección de los establecimientos comunistas locales y la colaboración con las fuerzas de la Unión Soviética en futuras acciones militares contra enemigos exteriores, hasta la Revolución democrática de Mongolia. En febrero de 1957, el Buró Político del Comité Central del MPRP aprobó una resolución sobre el establecimiento de una asociación voluntaria para ayudar al Ejército Popular.
En 1961, el Consejo de Ministros de la República Popular de Mongolia estableció la Asociación de Defensa y Trabajo. La primera defensa civil del país se estableció en 1964 como el 122.º Batallón de Defensa Civil del EPM. Además, todos los ciudadanos mongoles estaban obligados a participar en el entrenamiento de defensa civil organizado por la Oficina de Defensa Civil del Ministerio de Defensa.

## Educación

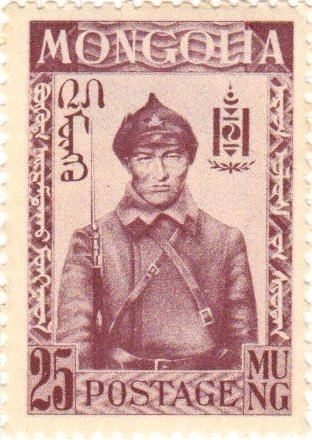
Un soldado del EPM en un sello mongol de 1932.

### Adoctrinamiento político
La Unidad de Administración Política central se estableció en el ejército en 1921 para supervisar el trabajo de los comisarios políticos (Politruk) y las células del partido en todas las unidades del ejército y para proporcionar un vínculo político con el Comité Central del Partido Revolucionario del Pueblo Mongol en el ejército. La unidad sirvió para levantar la moral y prevenir la propaganda política enemiga. Hasta un tercio de las unidades del ejército eran miembros del partido y otros estaban en la Liga Juvenil Revolucionaria de Mongolia.

### Entrenamiento
Para 1926, el gobierno planeó capacitar a 10.000 reclutas anualmente y aumentar el período de capacitación a seis meses. Los informes de inteligencia chinos en 1927 indicaron que se podrían reunir entre 40.000 y 50.000 reservistas en poco tiempo. En 1929 se convocó una movilización general para probar el sistema de formación y reserva.  La participación esperada era de 30.000 soldados, pero solo se presentaron 2.000 hombres. Este fracaso inició serias reformas en los sistemas de reclutamiento y capacitación.

## Organización
En 1921-1927, las fuerzas terrestres, casi exclusivamente jinetes, contaban con unas 17.000 tropas montadas y contaban con más de 200 ametralladoras, 50 obuses de montaña, 30 cañones de campaña, 7 vehículos blindados, y un máximo de hasta 20 tanques ligeros.

### Básica unidades y motorizacióm
La unidad básica era el regimiento de caballería de 2.000 hombres que constaba de tres escuadrónes. Cada escuadrón de más de 600 hombres se dividía en cinco compañías: una compañía de ametralladoras y una unidad de ingeniería civil. 
Los regimientos de caballería se organizaron en unidades más grandes, brigada o división, que incluían artillería y unidades de apoyo de servicio.  La principal ventaja de esta fuerza era la movilidad en las grandes distancias de Mongolia: pequeñas unidades podían cubrir más de 160 km en 24 horas.

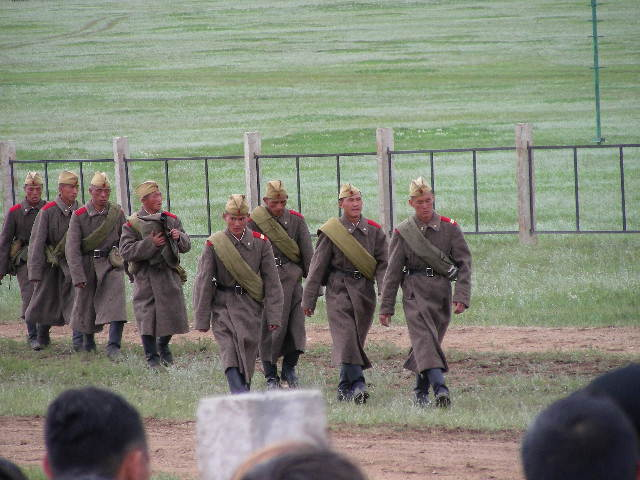
Recreadores del Ejército Popular de Mongolia en 2006.

Lista de divisiones del ejército de Mongolia y otras unidades:
- 1.ª División de Caballería
- 2.ª División de Caballería
- 3.ª División de Caballería
- 4.ª División de Caballería
- 5.ª División de Caballería
- 6.ª División de Caballería
- 7.ª División de Caballería
- 8.ª División de Caballería
- 9.ª División de Caballería
- 10.ª División de Caballería
- 7.° Brigada Acorazada Motorizada
- 3.er Regimiento de Tanques Separado
- 3.er Regimiento de Artillería
- División Mixta de Aviación
- Regimiento de ingeniería de defensa química

## Proovedores
Unión Soviética
 Polonia
 Alemania Oriental
 Vietnam del Norte
 Corea del Norte
 Cuba
  Bulgaria